# Parafia św. Wojciecha Biskupa Męczennika w Zbrachlinie
Parafia Świętego Wojciecha Biskupa Męczennika w Zbrachlinie - rzymskokatolicka parafia położona we wsi Zbrachlin. Administracyjnie należy do diecezji włocławskiej (dekanat nieszawski). 
Odpust parafialny odbywa się we wspomnienie św. Wojciecha - 23 kwietnia.
Proboszcz
- ks. Henryk Chabasiński